# I epithesi tou gigantiaiou mousaka
I epithesi tou gigantiaiou mousaka (Grego: Η Επίθεση του Γιγαντιαίου Μουσακά; Inglês: The Attack of the Giant Mousaka) é um filme paródia de ficção científica grego de 1999, escrito, produzido, e dirigido por Panos H. Koutras. O filme foi uma produção completamente independente e é um dos primeiros a serem filmados digitalmente na Grécia. Foi exibido em festivais internacionais como o San Francisco International Lesbian and Gay Film and Video Festival, e em cinemas no Japão e na França, onde possui um status cult até hoje.

## Sinopse
A cidade de Atenas está sob o ataque de uma mussaca gigante aterrorizante acidentalmente criada quando um prato outrora ordinário é atingido por um raio alienígena. Cabe a uma travesti, seu amante astrônomo, um garoto, e uma repórter impedir a onda de mortes causadas por este assassino delicioso.

## Elenco
- Yannis Aggelakis como Tara
- Myriam Vourou como Joy Boudala
- Christos Mantakas como Alexis Alexiou
- Gregory Patrikareas como Antonis Boudalas
- Eugene Dimitriou como Aris Boudalas
- Themis Bazaka como Evi Bay
- Roubini Vasilakopoulou como Aleka Spay
- Jenny Balatsinou como doctor
- Dorothea Mercouri como Gora
- Hilda Iliopoulou como Daizy Karra
- Nikos Saropoulos como Dinos Dinou
- Michalis Pantos como Dimis
- Maria Kavadia como Chanel